# Rizaburo Toyoda
Rizaburo Toyoda (豊 田 利 三郎 Toyoda Rizaburō), né le 5 mars 1884 et mort le 3 juin 1952, est un entrepreneur japonais.
Il était le gendre du fondateur de Toyota Industries, Sakichi Toyoda, et beau-frère du fondateur de Toyota Motor Corporation, Kiichiro Toyoda (豊 田 喜 一郎 Toyoda Kiichirō, 11 juin 1894 - 27 mars 1952). Il est décédé à l'âge de 68 ans en 1952.